# Prospero autumnale
Prospero autumnale là một loài thực vật có hoa trong họ Măng tây. Loài này được (L.) Speta miêu tả khoa học đầu tiên năm 1982.

## Hình ảnh

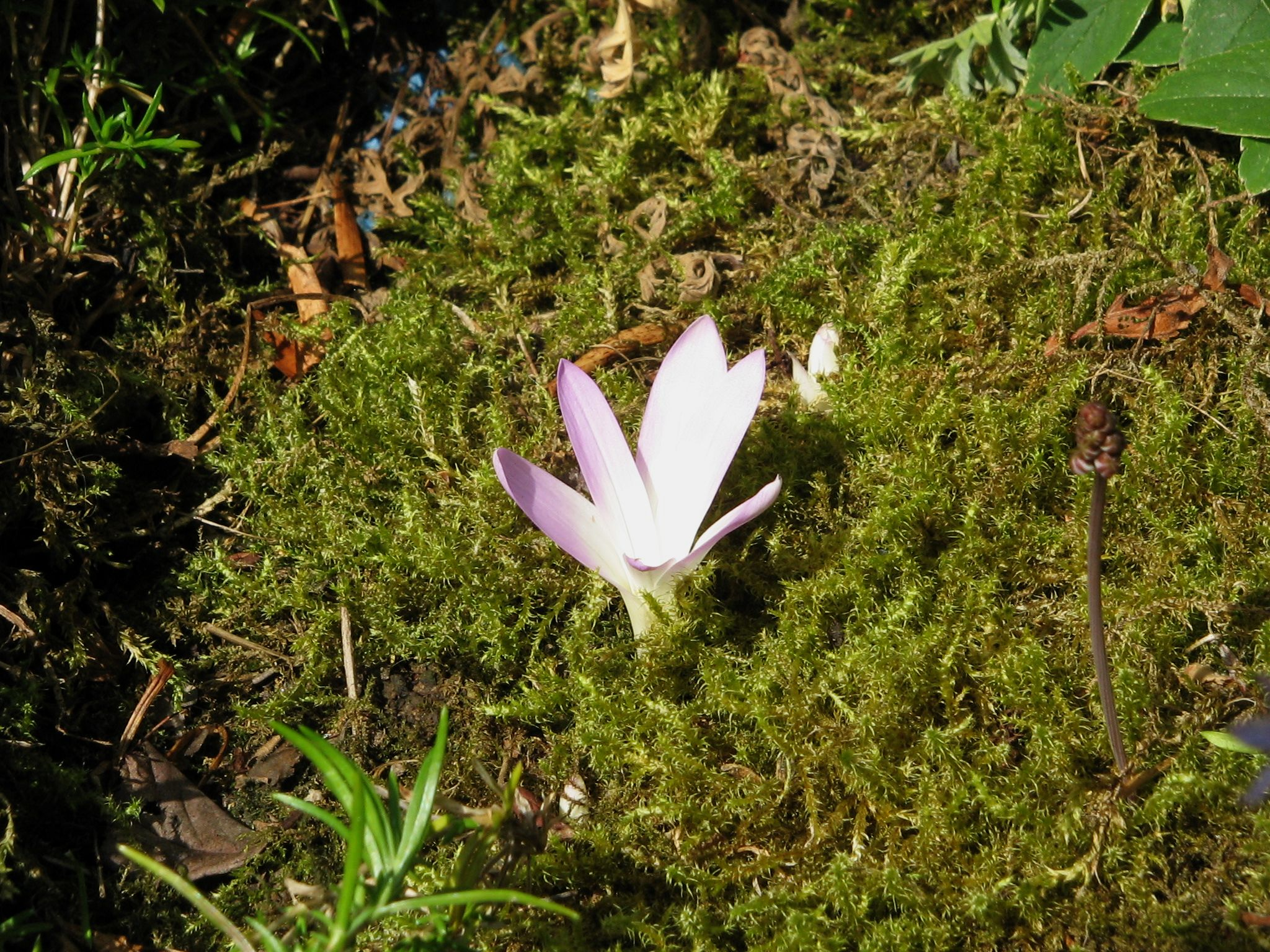
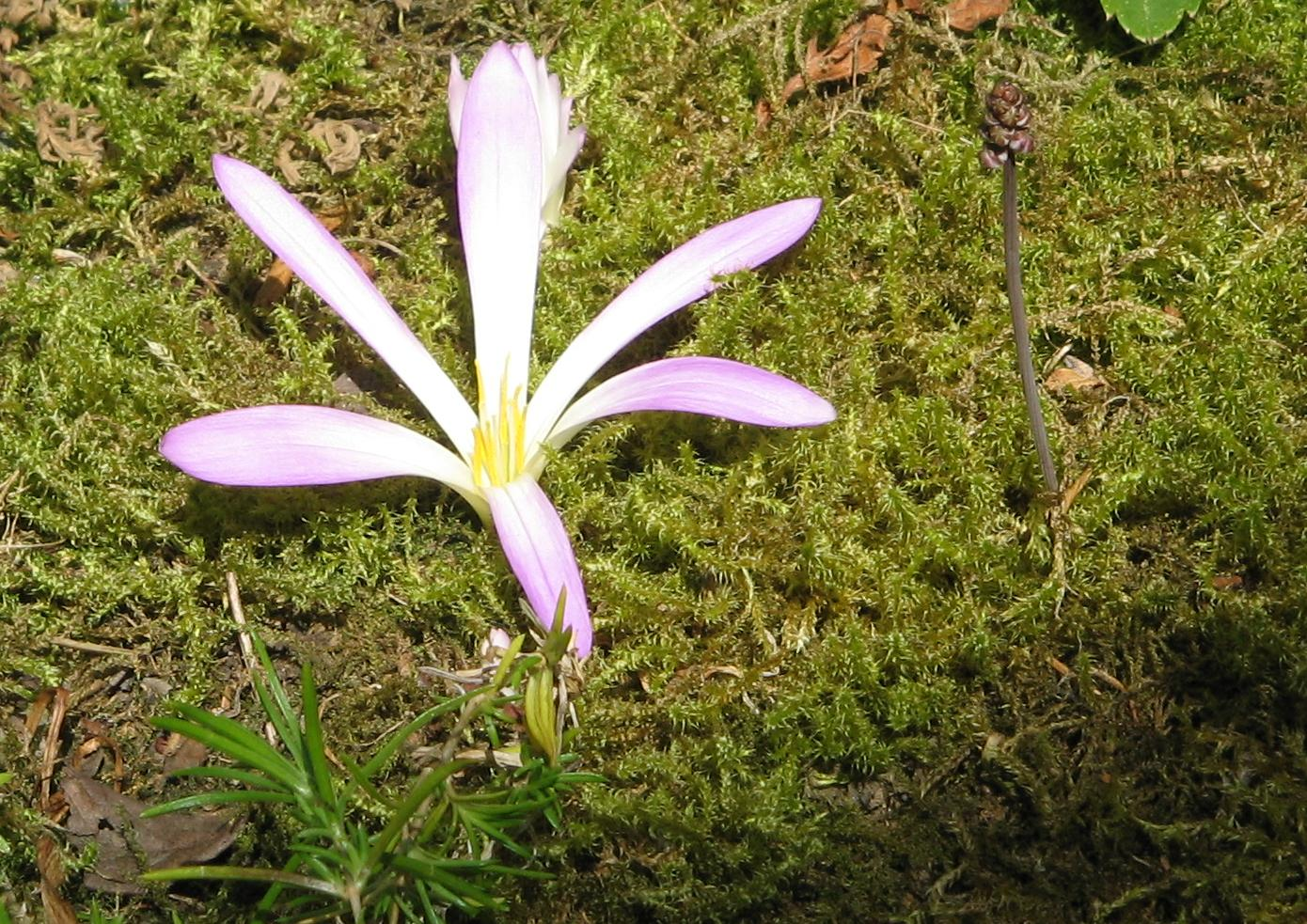
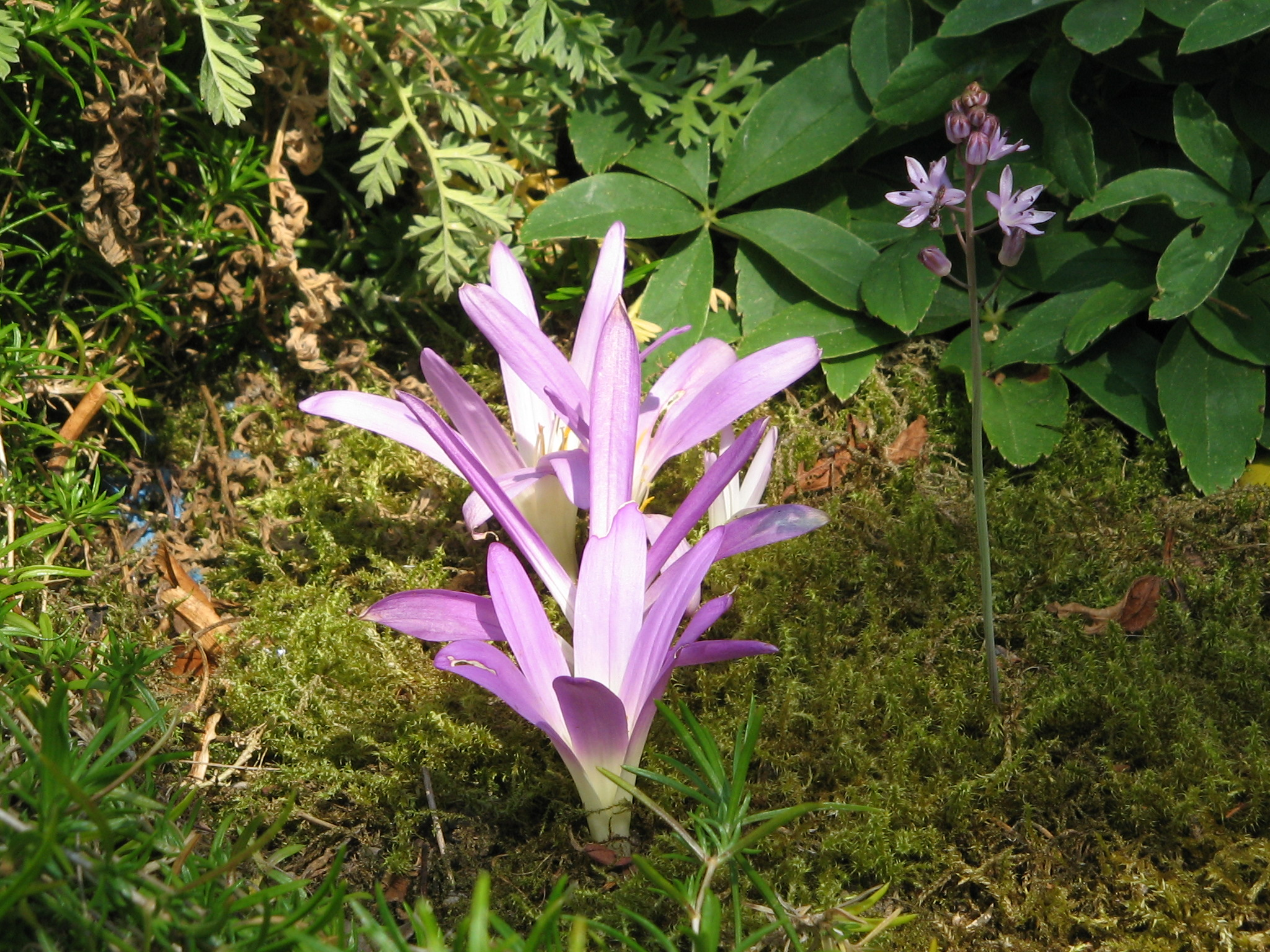
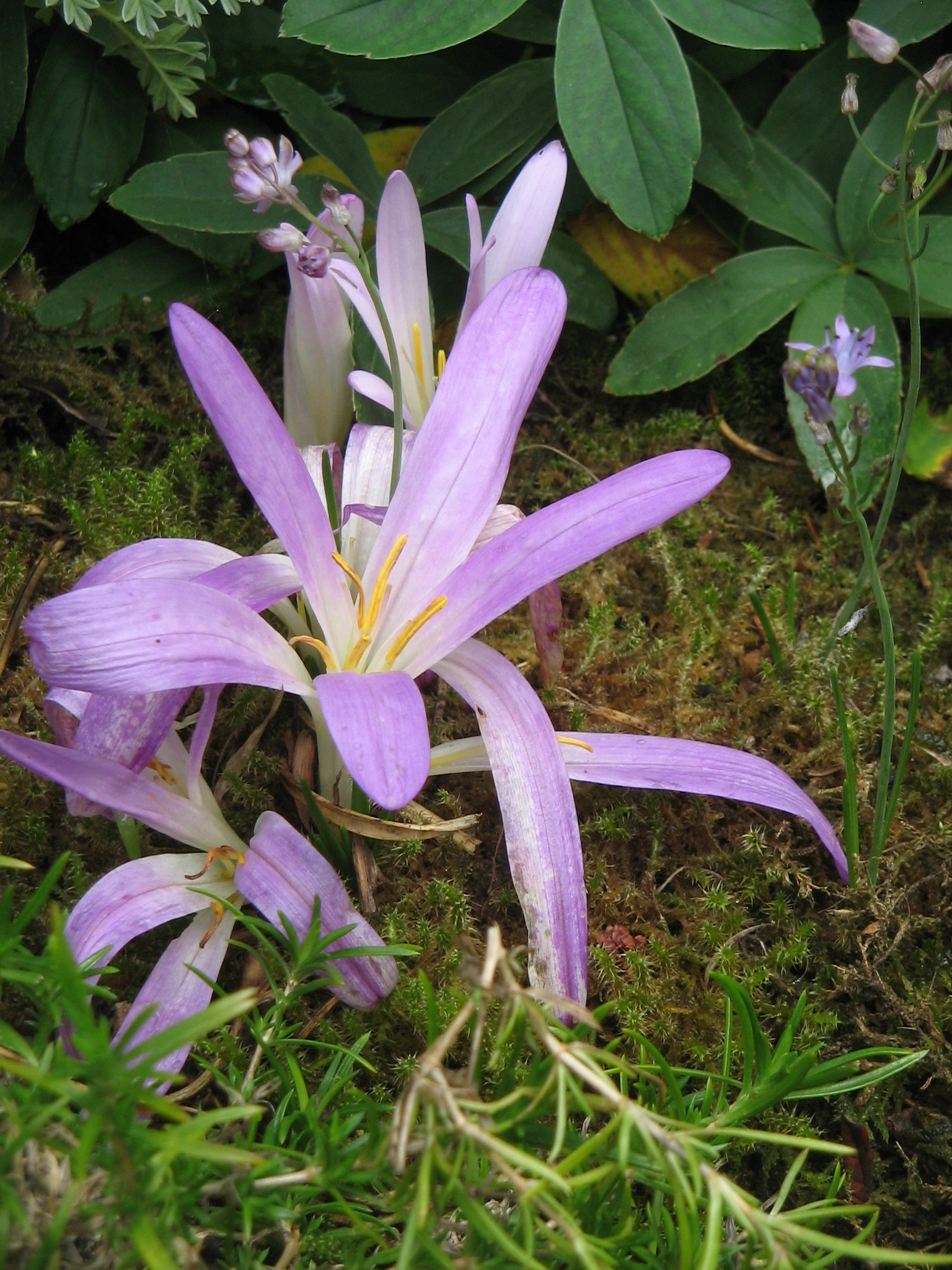
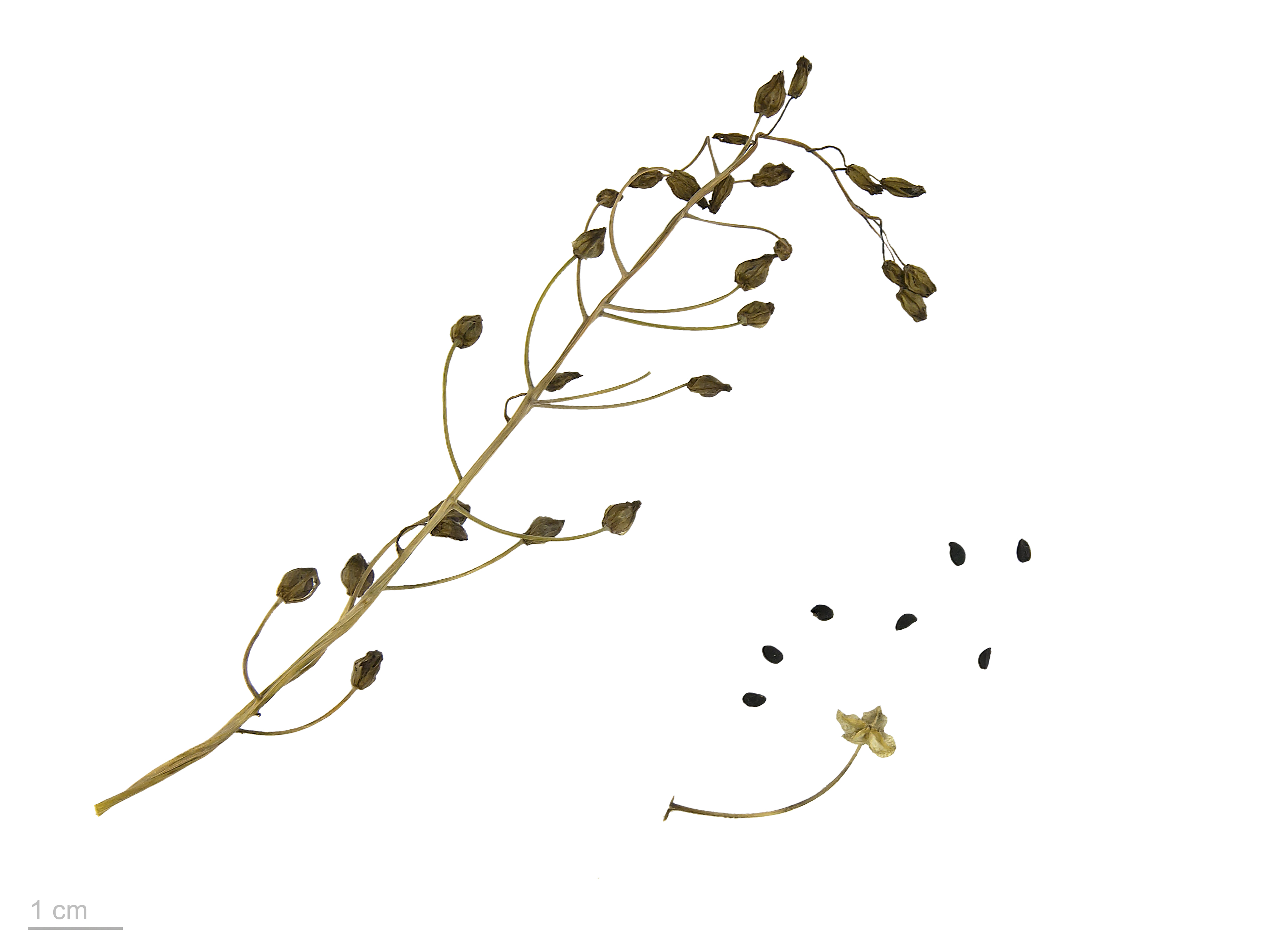
Prospero autumnale - Museum specimen